# 赫曼特·克里尚·辛格
赫曼特·克里尚·辛格（1950年—），又译赫曼塔·克里尚·辛格，简称H·K·辛格（英語：H. K. Singh），印度前外交官，曾任印度驻日本大使、印度驻印度尼西亚兼驻东帝汶大使、印度驻哥伦比亚、厄瓜多尔和哥斯达黎加大使等职务。

## 經歷
赫曼特·克里尚·辛格生于1950年。
1967年至1972年辛格就读于德里圣斯蒂芬学院，并于随后在该校任教至1974年。他还拥有德里大学的硕士学位。
1974年，辛格进入外交部门。1976年至1991年期間，他在印度駐里斯本、馬普托、華盛頓特區、加德滿都和貝爾格萊德的使團中擔任各種職務。在新德里的外交部，他曾任美洲事務副处长、伊朗、巴基斯坦和阿富汗副司长以及西歐事務聯祕。
1995年至1999年任印度常驻日内瓦联合国副代表。1999年至2002年任印度駐哥倫比亞、厄瓜多爾和哥斯達黎加大使。2003年至2006年任印度駐印度尼西亞和東帝汶大使。2006年至2010年任印度駐日本大使，隨後退休。2022年11月9日，日本政府授予辛格旭日大绶章，以表彰他对双边关系和促进印度与日本之间友谊的贡献。
2011年至2016年，辛格在新德里著名智库印度国际经济关系研究委员会（ICRIER）担任战略研究教授。
2016年6月，辛格出任智库德里政策集团（Delhi Policy Group）总干事。

## 榮譽
- 旭日大綬章（2022年）[10][11]